# Slag bij Kermt
Op 2 augustus 1831, trekken de Nederlandse regeringstroepen van prins Willem de grens met België over om dit na de Belgische revolutie terug in te nemen en de afscheuring ongedaan te maken. De Slag bij Kermt was een episode uit die Tiendaagse Veldtocht en vond plaats op 7 augustus 1831 nabij Kermt in Limburg. 
Het pas gevormde Belgisch leger, dat verdeeld is in het Scheldeleger (Armée de l'Escaut) en het Maasleger (Armée de la Meuse et du Luxembourg) lag verspreid bij de grens. Het Scheldeleger lag bij Antwerpen en het Maasleger, geleid door de Belgische generaal Nicolas Joseph Daine, had o.a. als opdracht Venlo en Roermond te houden en te zorgen dat het Nederlands garnizoen van Maastricht ter plaatse blijft. Generaal Daine wordt in Riemst aangevallen, maar kan de Nederlanders terugdrijven naar Maastricht en posteert zijn troepen vervolgens op een gunstig gelegen plateau bij Winterslag waar er echter geen verbinding tot stand kon komen met het Scheldeleger. 
Het Nederlandse leger slaagde er in om door de bres tussen beide Belgische legeronderdelen op te rukken en op 5 augustus Diest in te nemen en verder op te rukken. 
Officieren van het Belgische Maasleger die vanuit Winterslag westwaarts trokken in de hoop de verbinding met het Scheldeleger te forceren slagen er in om de opmars van een tweede Nederlands korps, dat via Lommel is doorgedrongen ,op te houden in Helchteren en Houthalen.  
Het Belgisch opperbevel geeft Daine de avond van 6 augustus opdracht Winterslag te verlaten en op te rukken naar Diest, waar men het gros van het Nederlands leger verwacht. Op 7 augustus stootten zij bij Kermt op de posities van het meer talrijke Nederlandse leger. Het komt tot een treffen tussen het Belgische Maasleger met zijn 9 bataljons, 11 eskadrons cavalerie en 4 batterijen, en een Nederlandse overmacht van 40 bataljons, 24 eskadrons cavalerie en 72 kanonnen. De verwachte verplettering van Daines troepen kwam er echter niet. Ondanks hun ondertal wisten ze de Noordelijken bij Kermt terug te dringen richting Diest en Herk-de-Stad. Deze nederlaag van de Nederlanders tijdens de Tiendaagse Veldtocht was in de eerste plaats te wijten aan de overmoed van de Nederlanders en doordat hun 4e divisie van de Hertog van Saksen-Weimar afzijdig bleef. 
Generaal Daine verwacht dat de Nederlanders de volgende dag in grotere sterkte opnieuw zullen aanvallen. Zijn troepen waren vermoeid en uitgedund. Aan beide kanten waren vele slachtoffers gevallen. Bovendien was er geen bevoorrading. Voor Daine was er slechts één oplossing: terugtrekken ten einde zijn troepen niet nutteloos te laten afslachten. 's Anderdaags op 8 augustus 1831 liet hij enkele detachementen en een paar kanonnen Hasselt verdedigen om het leger de tijd te geven op zijn weg naar Tongeren. De Nederlanders, die bij Hasselt de stellingen betrokken, kregen door dat het Maasleger aan het terugtrekken was en namen Hasselt snel in. Dat werd de Slag om Hasselt. De ernstig verzwakte troepen van het Maasleger trokken zich in wanorde terug richting Luik. 
De terugtocht is Daine zwaar te staan gekomen. De Belgische regering, zegezeker na het gevecht in Kermt, beschuldigde Daine van verraad en ongehoorzaamheid. Pas tientallen jaren na de feiten kreeg hij eerherstel. 
De poging van koning Willem en zijn zoon om de Belgische afscheuring ongedaan te maken werd uiteindelijk verijdeld door een Franse interventie in de richting van Antwerpen.

## Voetnoten
1. ↑  Rolf Falter, "Het einde van de Tiendaagse Veldtocht in en om Leuven in augustus 1831", in: Mark Derez, Veronique Vandekerchove, Piet Veldeman (eds.), Vrijgevochten stad. Leuven en de Revolutie van 1830/1831, 2006, p. 63